# Trilepida brevissima
Espèce
Synonymes
- Leptotyphlops brevissimus Shreve, 1964
- Tricheilostoma brevissimum (Shreve, 1964)

Trilepida brevissima est une espèce de serpents de la famille des Leptotyphlopidae.

## Répartition
Cette espèce est endémique du département de Caquetá en Colombie.

## Description
Le paratype de Trilepida brevissima mesure 138 mm dont 11 mm pour la queue. Cette espèce présente un dos brun foncé et une face ventrale brun clair. Les écailles dorsales et ventrales sont finement bordées de blanchâtre.

## Étymologie
Son nom d'espèce, du latin brevissima, « la plus courte », lui a été donné en référence à sa très faible quantité d'écailles dorsales.

## Publication originale
- Shreve, 1964 : A new species of the snake Leptotyphlops from Colombia. Breviora, vol. 211, p. 1-4 (texte intégral).